# به خلأ وارد شو
به خلأ وارد شو (به انگلیسی: Enter the Void) یک فیلم انگلیسی‌زبان درام-هنری به نویسندگی و کارگردانی گاسپار نوئه است. این فیلم در مورد پسر جوانی است که در شهر توکیو ژاپن زندگی می‌کند و برای تأمین مخارج زندگی دست به فروش قرص‌های روانگردان می‌زند و در نهایت در توالت یک کلاب به نام خلأ گیر می‌افتد.